# Підкатунь
Підкату́нь (рос. Подкатунь) — селище у складі Таштагольського району Кемеровської області, Росія. Входить до складу Мундибаського міського поселення.

## Населення
Населення — 17 осіб (2010; 30 у 2002).
Національний склад (станом на 2002 рік):
- росіяни — 94 %